# Paula Grande
Paula Grande, född 1986 i Girona, är en katalansk (spansk) kompositör, jazzmusiker och sångerska. Hon debuterade på skiva 2016 och har hittills (2019) givit ut två fullängdsalbum. Hennes musik går ofta in under begreppet jazzfusion, med inslag av flamenco och hiphop.

## Biografi
Paula Grande föddes i en spanskspråkig familj i Girona, med en far som kom från Kanarieöarna och en mor från Extremadura. Hon växte därefter upp vid Medelhavskusten, mellan Empordà och Maresme, efter en tid som liten i Venezuela.
I början av 2010-talet bestämde den självlärda musikern och sångerskan sig för att göra något seriöst med sitt musikintresse. 2013 och 2014 deltog hon i jazzfestivaler i både Montreux och Litauen. 2014/2015 studerade hon jazz i Frankrike.
Därefter satte Grande samman materialet till det som 2016 gavs ut som debutalbumet Viatge interestel·lar ('Resa mellan stjärnorna'; Little Red Corvette Records). Albumets tio låtar är omväxlande med sång på katalanska, engelska och spanska, med både jazz och inspiration från flamenco.
Under senare år har Paula Grande återkommande synts och hörts på olika musikevenemang, i olika delar av Spanien och Frankrike. Under 2017 turnerade hon även i Colombia och Kuba.
2018 kom Grandes andra album, Sóc ('Jag är', U98 Music). Här fortsatte blandningen av olika genrer, denna gång med ett tydligt inslag av hiphop.
Låtarna sjöngs på det andra albumet mestadels på spanska samt i några fall på katalanska. Paula Grande säger sig välja sångspråk beroende på tema och inriktning. Denna gång ville hon ha mer personliga låttexter, vilket ledde till att hon mest använde sig av spanska (modersmålet) och därefter regionspråket katalanska (hon ser sig själv som släktens första katalanska). Låtexterna på Sóc handlar om teman som det sociala samvetet och hennes feminism.

## Diskografi (album)
- 2016 – Viatge interestel·lar ('Resa mellan stjärnorna'), Little Red Corvette Records, LRC035
- 2018 – Sóc ('Jag är'), U98 Music